# Fabrizia Pons
Fabrizia Pons (26 juni 1955) is een Italiaans voormalig rallynavigatrice.

## Carrière
Fabrizia Pons begon haar carrière in de rallysport zelf achter stuur. Ze debuteerde in het Wereldkampioenschap rally ook met een negende plaats tijdens de rally van San Remo in 1978. In 1979 maakte ze de overstap naar het navigatrice zijn. In 1981 werd ze gekoppeld aan de Franse Michèle Mouton, als onderdeel van het nieuwe Audi fabrieksteam, die dat jaar de revolutionaire Audi quattro debuteerde in het kampioenschap. Mouton en Pons schreven historie door als eerste vrouwelijke piloten een WK-rally te winnen, in San Remo, datzelfde jaar. In het seizoen 1982 was het duo zelfs verwikkeld in de strijd om de wereldtitel, en hield het met drie overwinningen tot aan de voorlaatste ronde van het kampioenschap een kans op de titel, maar moesten ze uiteindelijk hun meerdere erkennen in Walter Röhrl. Pons bleef met Mouton tot aan 1984 actief bij Audi, maar het voormalige succes werd niet meer geëvenaard. Enige tijd verdween Pons van het WK-toneel, maar keerde in de jaren negentig weer terug met Ari Vatanen. Later werd ze de vaste navigatrice van Piero Liatti bij het fabrieksteam van Subaru. Samen wonnen ze de WK-ronde van Monte Carlo in 1997, wat de eerste WK-rally was onder de World Rally Car reglementen. Pons bleef tot aan 1998 actief met Liatti, om vervolgens haar carrière daarin te beëindigen.